# Püspökladány
Püspökladány ([pyšpekladáň], z maďarského püspök – biskup a ladány – brod) je město ve východním Maďarsku v župě Hajdú-Bihar. Nachází se asi 47 km jihozápadně od Debrecínu a je správním městem stejnojmenného okresu. 
Poblíže se nacházejí města Kaba, Karcag a Nádudvar. 

## Historie
První stopy lidského osídlení představují asi 4000 let staré hrobky v lokalitě Kincses-domb. Ojedinělé nálezy v obci lze přiřadit k období vlády dynastie Arpádovců a jsou datovány do období mezi 10. a 11. stoletím. První písemná zmínka o sídle pochází z roku 1351. Tehdy se objevovalo pod názvem Ladan. Název odkazoval na jméno biskupa, později byl rozšířen i o označení jeho funkce.
Rozvoj města byl až do druhé poloviny 19. století velmi pomalý, neboť původní osada byla opětovně ničena a znovuosidlována. Poprvé tomu bylo např. v roce 1554 během turecké invaze. Nicméně již v roce 1558 byla nejlidnatější osadou v celém kraji, nakonec ale byla znovu zničena a znovu osídlena až na počátku 17. století. Další destrukce přišla v závěru tureckých válek v 60. letech 17. století, kdy město vyplenil Paša Ahmed ze Szejdi. Od konce 17. století se často mluvilo o městě tržním, ačkoliv Püspökladány získaly tržní právo až roku 1847. V polovině století osmnáctého zde žilo něco okolo tisíce lidí. Josefínský katastr z této doby evidoval město pod názvem Püspek Ladánÿ a také poukazuje na neprůchodnou bažinu, která zde existovala i mnohem dříve a zaznamenána je také z doby turecké okupace.
Roku 1831 si řadu životů vyžádala epidemie cholery, která obec tehdy zasáhla. Až do 70. let 19. století se v okolí Püspökladány nacházely vinice, nakonec je ale zničily choroby. V druhé polovině století byla do města zavedena železnice; nejprve jedna trať (roku 1857) a potom i četné ostatní. Výstavba vyžadovala nemalé úsilí, neboť bylo nezbytné stavět trati bažinatým terénem.
V 70. letech 20. století byla nedaleko obce postavena radarová stanice.
Status města má obec od roku 1986. Původní název zněl Pispek Ladan a jako Püspök-ladány se objevil poprvé roku 1901.

## Obyvatelstvo
V roce 2018 zde žilo 14 690 obyvatel. Podle údajů z roku 2001 zde byli 97 % Maďaři a 3 % Romové. Cca 1/3 obyvatel se hlásí k reformovaným církvím, 11 % k Římskokatolické církvi.

## Kultura
Nachází se zde muzeum, které je věnované Ferenci Karacsovi, maďarskému kartografovi, který z města pocházel.
Arboretum na Vlčím ostrově s rozlohou 8 ha a 650 druhy stromů a rostlin.
Ve městě se také nachází lázně, místní voda byla prohlášena za léčivou v roce 1987. Je účinná proti chronické artritidě, používá se k léčbě bolesti nervů, zánětů, bolestí svalů, chronických kožních onemocnění.

## Doprava
Na severu města se nachází železniční stanice Püspökladány, která se nachází na hlavní železniční trati č. 100 ((Budapest -) Szolnok – Debrecen – Nyíregyháza – Záhony / Miskolc) ze které odbočují lokální tratě č. 101 (Püspökladány – Biharkeresztes – Oradea) a č. 128 (Püspökladány – Szeghalom – Kötegyan). Nádraží je jedním z klíčových pro propojení maďarské a rumunské železniční sítě.
Městem dále prochází silnice č. 4 (celostátního významu), která spojuje Debrecín s Budapeští. Výhledově má k městu směřovat dálnice M4 z nedaleké vesnice Berettyóújfalu. Stavební povolení bylo uděleno v roce 2021.